# Gusztáv Rózsahegyi
Gusztáv Rózsahegyi (* 28. Februar 1901 in Budapest; † 9. Januar 1975 ebd.) war ein ungarischer Sprinter.
Bei den Olympischen Spielen 1924 in Paris wurde er Vierter in der 4-mal-100-Meter-Staffel und erreichte über 100 m das Viertelfinale.
1925 wurde er Ungarischer Meister über 200 m.

## Persönliche Bestzeiten
- 100 m: 10,8 s, 24. Mai 1925, Berlin
- 200 m: 22,0 s, 16. August 1925, Budapest